# Friedrich Ferdinand Hofacker
Friedrich Ferdinand Hofacker (* 17. Februar 1758 in Lauffen am Neckar; † 24. Dezember 1811 in Buchau) war ein württembergischer Oberamtmann.

## Leben
Hofacker wurde als Sohn des Vogts Carl Ferdinand Hofacker und seiner Frau Friederica, geb. Bilfinger in Lauffen am Neckar geboren. Er war bis 1799 als Ratskonsulent in Worms beschäftigt und dann zum Oberamtmann des Amts Altensteig ernannt. Von 1807 bis zu seinem Tod 1811 war er Oberamtmann des Oberamts Saulgau.